# LOVE∞MUGENDAI
『LOVE∞MUGENDAI』（らぶむげんだい）は、シブがき隊の4枚目のオリジナル・アルバム。1983年11月21日に発売。

## 収録曲
◎は『シブがき隊 82-83』、☆は『シブがき隊 1982-1988』にてCD化。
- SIDE A

1. 夜明けのモンスーン◎
作詞：湯川れい子／作曲・編曲：後藤次利
2. 君にジーレ・ジーレ◎☆
作詞：安井かずみ／作曲：加藤和彦／編曲：馬飼野康二
3. 夏かしの恋 秋らめて◎☆
作詞：森雪之丞／作曲・編曲：後藤次利
4. 青春レクイエム -薬丸裕英
作詞：秋元康／作曲：長渕剛／編曲：馬飼野康二
5. ラブ・チェイン -本木雅弘
作詞：安井かずみ／作曲：加藤和彦／編曲：馬飼野康二

- SIDE B

1. Hey! Bep-pin
作詞：森雪之丞／作曲・編曲：後藤次利
2. ストレイ ボーイ -布川敏和
作詞：田代マサシ／作曲：鈴木雅之／編曲：水谷竜緒
3. 1000年ハートブレイク◎
作詞：売野雅勇／作曲・編曲：後藤次利
4. クライマックスY.M.F.
作詞：森雪之丞／作曲・編曲：後藤次利
5. 挑発∞
作詞：売野雅勇／作曲：井上大輔／編曲：馬飼野康二